# Chiemsee (meer)
De Chiemsee (uitspreken als Kiemzee), ook het Beierse Meer genoemd, is het grootste meer in Beieren en na het Müritzmeer en het Bodenmeer het derde meer in grootte van Duitsland. Het is gelegen tussen Rosenheim en Salzburg. Het is 80 km² groot en maximaal 72,5 meter en gemiddeld 25 meter diep. Het bevat twee miljard m³ water.
Het meer ontstond aan het einde van de laatste ijstijd als bed van een gletsjer. Oorspronkelijk was het zeker drie keer zo groot als in 2020, maar de Tiroler Ache en andere riviertjes voeren zand en stenen aan, waardoor het meer langzaamaan opgevuld wordt. Aan de andere kant voert de rivier de Alz het water af naar de Inn en zo verder naar de Donau.
In de Chiemsee liggen enkele eilanden: Herrenchiemsee (238 ha groot), Frauenchiemsee (15,5 ha), Krautinsel (3,5 ha) en Schalch (22 m2). De eerste drie eilanden vormen samen de gemeente Chiemsee. Schalch en twee kleinere naamloze eilanden horen bij geen enkele gemeente.

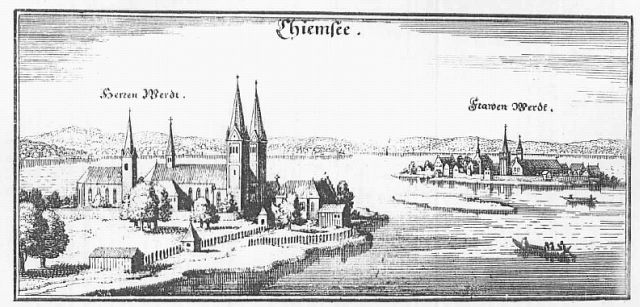
Chiemsee met het Hereneiland en het Vrouweneiland (Topographia Germaniae, Matthaeus Merian, omstreeks 1644)